# 平等河
平等河，位于中国湖南省西南部和广西壮族自治区北部，是古宜河（寻江）右岸支流，发源于湖南省城步苗族自治县长安营乡南山顶（1940米）以西1千米处，西北流至黄土湾后转西南流，进入广西龙胜各族自治县境，经平等镇，在乐江乡江口村左纳伟江河后转西流，过湖南省通道侗族自治县坪阳乡三盘村后转南流，复入广西龙胜县境，在瓢里镇田洞屯北1.5千米处汇入古宜河。河长101千米，平均比降16.5‰，流域面积1031平方千米。